# Ɪ
Pour les articles homonymes, voir I.
Ne doit pas être confondu avec Ꮖ.
Cette page contient des caractères spéciaux ou non latins. S’ils s’affichent mal (▯, ?, etc.), consultez la page d’aide Unicode.
Le I avec empattements, aussi appelé petite capitale I notamment pour la minuscule, est une lettre additionnelle de l’alphabet latin utilisée dans l’écriture du koulango et dans l’alphabet phonétique international. Elle tient sa forme de la lettre I majuscule avec empattements ‹ I ›, et est à ne pas confondre avec l’I sans point ‹ I, ı ›.

## Utilisation

I avec empattements et I (majuscules et minuscules) et L (minuscule) sont très similaires dans une fonte avec empattements.

Lorsque l’I avec empattements majuscule est utilisé dans les fontes avec empattements, il peut y avoir une ambiguïté avec la lettre I majuscule habituelle. Cette dernière prend alors une forme inhabituelle basée sur la minuscule (manque un empattement) sans pour autant être identique à la lettre L minuscule.

### Alphabet phonétique international
En 1882, quatre années avant la création de l’Association phonétique internationale, A. Gottschling propose la petite capitale i ‹ ɪ ›, représentant une voyelle mi-ouverte antérieure non arrondie [ɛ], comme l’un des symboles de son orthographe phonétique.
La petite capitale i ‹ ɪ › est utilisée dans l’alphabet phonétique international pour représenter la voyelle pré-fermée antérieure non arrondie. Elle est adoptée comme symbole en 1898, en même temps que les symboles petite capitale U ‹ ᴜ › (plus tard aussi représenté à l’aide de l’upsilon latin ‹ ʊ ›) et petite capitale Y ‹ ʏ ›. En 1943, le iota ‹ ɩ › est adopté comme symbole alternatif pour représenter la même voyelle mais est rejeté en 1989.
Daniel Jones et Solomon Tshekisho Plaatje utilisent la petite capitale i avec une barre inscrite ‹ ᵻ › pour mieux la distinguer du i lorsqu’elle porte un accent de ton, dans un ouvrage d’apprentissage du tswana publié en 1916 et écrit avec un alphabet basé sur l’alphabet phonétique international.

### Alphabet phonétique ouralien
Dans l’alphabet phonétique ouralien, ‹ ɪ › représente une voyelle fermée antérieure non arrondie dévoisée [i̥], le i minuscule ‹ i › représentant une voyelle fermée antérieure non arrondie et la petite capitale indiquant le dévoisement de celle-ci,,.

### Langues africaines
La lettre I avec empattements est répertoriée dans l’Alphabet africain de référence de 1978.

#### Koulango
La lettre I avec empattements est utilisée dans plusieurs publications en koulango de Boundoukou et de Bouna pour représenter une voyelle /ɪ/ aussi représentée avec la lettre latine iota ‹ Ɩ ›,.

#### Agni indénié
La petite capitale i est utilisée dans la transcription phonétique de l’ouvrage Parlons agni indénié : Côte d’Ivoire, description de l’agni indénié de Firmin Ahoua et Sandrine Adouakou.

#### Nuasue
La lettre est utilisée dans l’orthographe du nuasue proposée par Adriel Josias Bébiné en 2018, pour transcrire la voyelle pré-fermée antérieure non arrondie [ɪ] et la voyelle fermée antérieure arrondie [y], par exemple dans kɪpɪ́lɪ́ « tombeau » ou kɪandá « ordure ».

## Représentations informatiques
La petite capitale I peut être représentée avec les caractères Unicode (Extensions phonétiques, Latin étendu D) suivants :
| formes    | représentations | chaînes de caractères | points de code | descriptions                              | note                        |
| --------- | --------------- | --------------------- | -------------- | ----------------------------------------- | --------------------------- |
| majuscule | Ɪ               | Ɪ                     | U+A7AE         | lettre majuscule latine petite capitale i | depuis Unicode 9.0.0 (2016) |
| minuscule | ɪ               | ɪ                     | U+026A         | lettre minuscule latine petite capitale i |                             |

Elle a aussi pu être représentée avec le codage ISO 6438 :
- - Capitale : manquant
  - Minuscule ɪ : BF